# Ramón D. Perés
Ramón Domingo Perés y Perés (Limonar, Matanzas, Cuba, 1863-Barcelona, 25 de octubre de 1956) fue un escritor, poeta, periodista, traductor y crítico literario cubano instalado en España. Escribió tanto en español como en catalán. Firmaba como Ramón D. Perés.

## Biografía
Miembro de una familia de la oligarquía colonial cubana, su padre pertenecía a la nobleza catalana —tenía el título de señor de Lloselles— y su madre era mexicana. Su familia se trasladó a Barcelona en 1868. Estudió Derecho, aunque se dedicó al mundo de la escritura. En 1882 fundó con Lluís López Oms la revista bilingüe La Gaviota en Arenys de Mar.
Amigo del escritor Jaume Massó, fundador de la revista L'Avenç, fue su director un tiempo (1883-1884) y, en sus artículos, fue uno de los principales impulsores del modernismo catalán, movimiento al que dio nombre.
En 1884 viajó al Reino Unido, donde casó con Amelia Paque Olworton, hija del director de la Royal Philharmonic Orchestra. Escribió un libro sobe este viaje, Bocetos ingleses (1895).
Escribió varios libros de poesía, tanto en español (Adolescencia, 1882; Cantos modernos, 1888; Norte y Sur, 1893; Musgo, 1903; La madre tierra, 1917; Tiempo de lucha, 1942) como en catalán (Lectura Popular, 1921).
Colaboró como crítico literario en varios periódicos y revistas, tanto de Barcelona (La Vanguardia, Catalònia, Diario de Barcelona) como de Madrid (La Lectura, Revista Crítica, Cultura Española). Recopiló una serie de estos artículos en A dos vientos (1892).
También publicó diversos estudios sobre literatura e historia de la literatura: El espíritu castellano y el catalán en la literatura española (1905), Verdaguer y la evolución poética catalana (1913), El caso Boscán (1933), Historia de las literaturas antiguas y modernas (1941), Historia de la literatura española e hispanoamericana (1947), La leyenda y el cuento populares (1951).
Como traductor, trabajó para las editoriales Gustavo Gili y Montaner y Simón, traduciendo a autores como Kipling, Benson, Jerome, Wells, London, Conrad y Stevenson.
Fue académico de la Real Academia de Buenas Letras de Barcelona y de la Accademia degli Arcadi de Roma y correspondiente de la Real Academia Española.